# ۲۳۸ (عدد)
۲۳۸ یک عدد طبیعی است که بعد از ۲۳۷ و قبل از ۲۳۹ قرار دارد.